# Serramanna
Serramanna (sardisk: Serramànna) er en by og en kommune (comune) i provinsen Sud Sardegna i regionen Sardinien i Italien. Byen ligger i 30 meters højde og har 9.178 indbyggere (2016). Kommunen har et areal på 83,84 km² og grænser til kommunerne Nuraminis, Samassi, Sanluri, Serrenti, Villacidro og Villasor.